# 三坂隆精
三坂 隆精（みさか たかすみ、1879年〈明治12年〉9月7日 - 1958年〈昭和33年〉4月27日）は、大日本帝国陸軍軍人。最終階級は陸軍少将。

## 経歴
福島県、のちの会津若松市出身。1901年（明治34年）陸軍士官学校第13期卒業。
1924年（大正13年）8月に歩兵第10連隊附、1926年（大正15年）3月に陸軍歩兵大佐・釧路連隊区司令官、1929年（昭和4年）2月に歩兵第26連隊長を経て、1931年（昭和6年）8月1日に陸軍少将に昇進と同時に待命、同月29日に予備役に編入した。
退役後は札幌に住み、札幌市在郷軍人連合分会長などを歴任した。1947年（昭和22年）11月28日、公職追放仮指定を受けた。
1958年（昭和33年）4月、胃癌で死去した。